# Saltos Acima
Saltos Acima est une localité de l'île de Santiago au Cap-Vert.

## Géographie
Saltos Acima est située à 5 km au nord-est d'Assomada. 

## Administration
Saltos Acima fait partie de la municipalité de Santa Catarina.

### Subdivisions
- Barreiro
- Bianga
- Carreira
- Chã de Espinho
- Chão de Curral/Covão de Curral
- Chão de Papaia
- Chão Nona
- Covão de Água
- Cutelo Mato Garça
- Cutelo Mendes
- Cutelo Pingo Chuva
- Cutelo Santos
- Da Cruz
- Forno
- Lém da Veiga
- Lém Gomes
- Limoeiro
- Lugar Baixo
- Mergulho
- Monte Sal
- Montinho
- Saltos Acima
- Sole
- Ululu

## Population
Au recensement de 2010, la localité comptait 657 habitants.